# FUMIHITO
FUMIHITO（本名：田中 文人（たなか ふみひと）、1968年-）は、日本の振付師。
兵庫県西宮市出身。ファイブルーススター所属。

## 来歴
1985年頃より関西のクラブを中心にバックダンサーとして数々のショーに出演する。その後、ニューヨーク渡米しマドンナのバックダンサーを務めた『ホゼ』に認められ、世界最大のダンスチーム『エキストラバガンザ』に所属し活躍する。後のダンスのジャンルとしてVogue(dance) ヴォーギングをアジア人として初めて習得し、日本に伝えた。
Monday満ちるのヒットソング「You Make Me」（1998年発売）のPVを機に、振付師となる。

## 経歴

### 振付・ポージング

#### TVCM(代表作)
2025年
・SUPER MARK JACOBS(沢尻エリカ Chim↑Pomエリイ)
・Everybody's Talking about Jamie～ジェイミー～( 三浦宏規  髙橋颯)
2024年
・森永DARS 第三弾(乃木坂46)
2023年
- 森永DARS 第二弾（乃木坂46）
- 日清どん兵衛（金属バット）
- 医療脱毛 エミナルクリニック（王林）

2022年
- 伊勢半 キスミーフェルム「アイブロウマスカラ」篇（平野ノラ）
- クリアアサヒ 第二弾（乃木坂46）
- 日清オイリオ 「日清MCTオイル」（広瀬アリス）
- 森永DARS 第一弾（乃木坂46）
- 山崎ビスケット クラッ活（Hey! Say! JUMP）
- 地方競馬全国協会（及川光博）
- 資生堂 SEA BREEZE（なにわ男子　道枝駿佑・長尾謙杜）

2021年
- ユニチャーム中国向けCM（KOKI）
- RIZAP（大神いずみ）
- 個人向け国債（アニメ　コッコちゃん）
- クリアアサヒ（乃木坂46）
- JINRO　チャミスルムーブ（渡辺美優紀・南りほ）
- バスロマン（細川ふみえ・キッズダンサー）
- 楽天ファッション（清野菜名）
- 中央日本土地建物　BAUS CM（橋本愛）

2020年
- メディキュット（菜々緒）
- サンスター　オーラツー（中川大志）
- RIZAP（しゅはまはるみ・浅香唯）
- 1000DREAM PROJECT（のん）
- メナード（深田恭子）
- 恋肌（みちょぱ）
- パンテーン（今田美桜）
- 丸美屋回鍋肉

2019年
- RIZAP（菊地亜美）
- ハズキルーペ（舘ひろし・松岡修造・小泉孝太郎・武井咲）
- スーツのはるやま（乃木坂46）
- テレビ東京「よつば銀行 原島浩美がモノ申す！」（真木よう子）
- グリコ（尼神インター）
- エアクローゼット（眞鍋かをり）

2018年
- ロート製薬 極潤（渡辺舞）
- グリコ SUNAO（Emma・アリス・松岡花佳）監督：蜷川実花
- 東京2020 オリンピックイメージ映像「TOKYO 2020 PEOPLE」
- RIZAP (佐藤仁美)
- ダイナマイトボートレース 2019 ver. （渡辺直美・Cyber Japan Dancers）

2017年
- 資生堂MAJOLICA MAJORICA WEB CM（玉城ティナ）
- au 三太郎 プライドポテト編（松田翔太・桐谷健太・濱田岳）
- RIZAP（エド・はるみ）（松村邦洋）
- 資生堂TSUBAKI（長谷川潤）
- 日本マクドナルド（厚切りジェイソン）
- 買取王子（DAIGO）
- PANTENE（有村架純）
- ダイナマイトボートレース（渡辺直美）
- SANTORY ICE GIN（近藤真彦）

2016年
- JACCS「ジャックス 未来は延長じゃない」編（錦織圭）
- RIZAP（森永卓郎）（ココリコ遠藤）
- AbemaTV（若槻千夏）
- グリコ BiffiX1000（仲間由紀恵）
- 花王メンズビオレ（菅田将暉・ハライチ澤部）

2015年
- グリコ アイスの実（きゃりーぱみゅぱみゅ）
- サントリー BOSS（ミッツマングローブ・トミリージョーンズ）
- KOSEI FACIO（E-girls）
- 洋服の青山（佐々木のぞみ）
- RIZAP（峯岸みなみ）
- Nifty Nifmo（沢尻エリカ）
- USJ（広瀬すず）

2014年
- 日本マクドナルド アメリカンヴィンテージシリーズ
- ダイハツ工業 新ダイハツ・ムーヴ（壇蜜・渡部篤郎）・NO1の男編（成宮寛貴）・チューブ編（杉本哲太）
- au みんなでデジラの歌（柳原加奈子・松岡修造）（福士蒼汰・杉咲花）
- au おとくちゃん
- RIZAP TVCM
- フリマアプリ「Fril」TVCM（沢尻エリカ・宍戸カフカ・篠原ともえ・田中美麗）

2013年
- 花王 ビオレ（高島彩）
- ダスキン「企業50周年」
- ジャパンゲートウェイ Choice!「新しいセンタク」編（片瀬那奈・hitomi・桐島かれん・滝沢真規子）
- ダイハツ工業 新ダイハツ・ムーヴ（高橋克実）
- ディー・エヌ・エー Mobage 千利休（Crystal Kay）
- AXE and MAN WITH A MISSION
- サマンサタバサ「Samantha x カワイイ x Art」編（ミランダ・カー）

2012年
- gu（前田敦子）
- アサヒ飲料 WONDA（AKB48）
- 資生堂「ザコラパウダー」（水原希子）
- 大王製紙「Megami」（溝端淳平）
- ユニチャーム「ソフィボディフィット」（夏菜）
- エプソン（米倉涼子）
- コーセー FASIO「エアリーステイ ルージュ」 （桐谷美玲）

2011年
- ゼスプリキウイフルーツ2011（藤原紀香）
- リプトン（少女時代）
- マンダム「うる落ち水クレンジング」編
- サントリー サントリートリスハイボール トリスダンス（吉高由里子）

2010年
- たかの友梨ビューティクリニック「沢尻エリカ、解禁」編（沢尻エリカ）
- meiji ミルクココア（藤原紀香）
- 資生堂 マキアージュ （武井咲）
- 藤商事「CRゲゲゲの鬼太郎」（ミッツマングローブ）
- 日本コカ・コーラ ゼロワン（安室奈美恵）
- FINAL FANTASY XIV（生田斗真）
- AOKI（モデル＆亀梨和也）

2009年
- SHARP「AQUOS」世界CM
- AEON「YUKATA MAGIC ＆ MIZUGI MAGIC」（木下優希菜・ローラ）
- ケンタッキー「SUMMER 2009」
- エバーライフ「皇潤」（田村正和）

2008年
- 東芝 VARDIA（長谷川潤）
- Panasonic VIERA 中国TVCM（ファン･ビンビン）
- 花王 アジエンス（チョン・ジヒョン）
- 不二家 LOOK（中川翔子）
- フェブリナ ナノアクアジェルパック（和田アキ子）
- NTTグループ「つなぐ。それは、ECO」編（イチロー）
- Vidal Sassoon FMVS Campaign for2009SS（安室奈美恵）

2007年
- 日本リーバ THE AXE EFFECT
- 資生堂 マキアージュ（蛯原友里・篠原涼子）
- ハウス食品 GABANポテトチップス（黒木メイサ）
- 資生堂 マキアージュ（蛯原友里・栗山千明）
- 資生堂 マキアージュ（杏・伊東美咲）
- カルビー じゃがりこ
- MAZDA DEMIO（菊地凛子・冨永愛）

2006年
- キリンビバレッジ NUDA（梨花）振付with さとみ
- キリンビバレッジ NUDA（岡村隆史）振付with まっちゃ
- Canon PIXUS（長谷川京子）
- キリンビバレッジ 午後の紅茶（松浦亜弥）
- 読売新聞「ゲド戦記」（菅原文太）
- ピーチ・ジョン（道端ジェシカ・藤井リナ）

2005年
- トリンプ 夢みるブラ（ベッキー）
- サッポロビール「スリムス」ヨガ編（工藤静香）
- サッポロビール「スリムス」ダーツ編（観月ありさ）
- LOTE プラスエックス CF（KAT-TUN）

2004年
- KOSE「ルミナス」(長谷川京子)
- アース製薬「レッツバスロマン」（細川ふみえ）振付with KETZ
- ユニクロ「'04 PANTS COLLECTION」
- MAX FACTOR（加藤ローサ）
- アサヒビール アサヒ本生＜赤＞「爽快！草野球」編（江口洋介・武蔵丸）
- 資生堂 化粧惑星 ウォーキング/ポージング （長谷川潤・香里奈・大田アリ）

2003年
- 東芝「dyna book C7」
- ドワンゴ「HYDE着信ボイス」（HYDE）
- 京セラ「Fine Cam」（二人侍）
- 積和不動産株式会社「MAST」（照英）
- 花王「ベリーベリー」（上戸彩）
- ホーユー「Men’s Beauteen」（オダギリジョー）

#### 広告・ポージングアドヴァイス(代表作)
2023年
- 乃木坂46「おひとりさま天国」- CDジャケット
- 日清オイリオ（小芝風花）
- 乃木坂46「Monopoly」- CDジャケット

2022年
- 乃木坂46「Actually...」- CDジャケット

2020年
- Aging Graccefully 朝日新聞×宝島社 GLOW （稲垣吾郎）
- Everybody's talking about Jamie（森崎ウィン・髙橋颯）

2019年
- ワイモバイル（芦田愛菜）
- 三菱UFJ銀行（阿部寛・石原さとみ・山崎賢人）
- RIZAP（MAX LINA・菊地亜美）photography by Leslie Kee
- GUNZE BODYWILD（井上尚弥）

2018年
- 紳士服のはるやま（乃木坂46）
- セブンイレブン「セブンイレブンフェア」（乃木坂46）
- 宝島社×朝日新聞「Aging Gracefullyプロジェクト」（吉田羊）photography by 横浪修
- UQモバイル（深田恭子・多部未華子・永野芽郁）photography by 森恒河

2017年
- PUMA「17A/W」（ローラ）
- UQモバイル（深田恭子・多部未華子・永野芽郁）photography by 森恒河
- RIZAP（佐藤仁美）photography by Leslie Kee

2016年
- 眼鏡市場（窪田正孝・門脇麦）
- RIZAP（森永卓郎・ココリコ遠藤・井上公造）photography by Leslie Kee

2015年
- ライオン「Ban」（沢尻エリカ）
- RIZAP photography by Leslie Kee

2014年
- モーニング娘。- CDジャケット
- LEXUS photography by Leslie Kee
- フリマアプリ「Fril」（沢尻エリカ・篠原ともえ・シシド カフカ・田中美麗）photography by Kei Ogata
- RIZAP photography by Leslie Kee

2013年
- ABAHOUSE キャンペーン
- 吉川友 - CDジャケット
- モーニング娘 - CDジャケット
- ℃-ute「都会の一人暮らし」- CDジャケット

2012年
- g.u（AKB48 前田敦子）
- 三井アウトレットパーク「カタログ」
- 東急不動産「BRANZ」

2011年
- ゼスプリキウイフルーツ（藤原紀香）
- AEON「浴衣&水着 カタログ」
- g.u（AKB48 前田敦子）

2010年
- 雑誌「GLAMOROUS」（沢尻エリカ）photography by Takaki Kumada
- NTT docomo「日本Wi-Fi化計画」（藤本美貴）

2009年
- ソシエグループ「SOCIE esthetic」
- TOMORROW LAND「2009W&Fカタログ」
- サンエーインターナショナル「NATURAL BEAUTY BASIC カタログ」（パフューム）photography by Kazunari Tajima

2008年
- 雑誌「VOCE」（沢尻エリカ）photography by 下村一喜
- 東芝「VARDIA」（長谷川潤）
- 花王「ASIENCE」（チョン・ジヒョン）
- 大塚製薬（織田裕二）

2007年
- LAFORET「SPRING with シザーシスターズ from London」
- NTT docomo「SONY Ericsson SO704i」（押切もえ）
- LOTTE「SPASH」（佐藤隆太）
- Calbee「じゃがりこ」

2006年
- キリンビバレッジ「NUDA」（梨花・岡村隆史）photography by Kazunari Tajima
- 集英社「SUPUR」5月号 スポーツ de モード特集ページ
- フジテレビ ドラマ「トップキャスター」番宣 （天海祐希・矢田亜希子）photography byTakeshi Hanzawa
- 映像グラフィック監督 野田凪「作品集」
- Vidal Sassoon「watermagic」

2005年
- 講談社「ViVi GLAMOROUS 創刊用広告」（岩堀せり・ジェシカ）
- SUNTORY「ニチレイ アセロラ」（ERI）
- 日本リーバ「DOVE」
- 資生堂「化粧惑星」（長谷川ジュン・香里奈・大田アリ）

2004年
- 積和不動産株式会社「MAST」（照英）
- Triumph（トリンプ）「T-シャツブラ」
- PARCO「X’mas キャンペーン」
- NTT docomo「NEC N-901ic」

2003年
- ワコール「PARFAGE」photography by Saori Tsuji
- LAFORET「Autamn」photography by 内田将二
- 京セラ「Fine Cam」（二人侍）
- ワコール「SALUTE」カタログ
- LAFORET「Christmas」
- hoyu「Men’s Beauteen」（オダギリジョー）

2002年
- LAFORET「Spring」photography by 内田将二
- JUN「Motion Element」photography by 内田将二
- LAFORET「Autumn」photography by 内田将二

2001年
- LAFORET「Autamn」photography by 内田将二
- LAFORET「X’MAS」photography by 内田将二

#### アーティストPV・振付
- 乃木坂46 　
  - 2024年　　                                                         
    - 君にDitto
    - 世界一のダイヤモンド
    - 熱狂の捌け口

  - 2023年
    - 心にもないこと
    - 涙の滑り台

  - 2022年
    - お別れタコス
    - 届かなくたって…
    - 好きになってみた
    - Under's Love
    - パッションフルーツの食べ方

  - 2021年
    - Out of the blue
    - 123（からあげ姉妹）
    - ざぶんざざぶん（与田祐希、筒井あやめ）

  - 2020年
    - Route 246（紅白歌合戦）

  - 2019年
    - キャラバンは眠らない
    - さゆりんご募集中
    - 滑走路

  - 2018年
    - スカウトマン
    - ジコチューで行こう!
    - 自分じゃない感じ

  - 2017年
    - 不眠症
    - 自惚れビーチ
    - 失恋お掃除人
    - 醜い私
    - ライブ神
    - Another Ghost

  - 2016年
    - 遥かなるブータン
    - シークレットグラフティー
    - ブランコ

  - 2015年
    - もう少しの夢
    - ポピーパッパパー
    - 無表情

  - 2014年
    - 孤独兄弟

※All with acchan
- ℃u-te（2015年）
- 吉川ゆう「URAHARAテンプテーション」（2014年）
- GLAY「BLEEZE 監督:蜷川実花」（2014年）
- モーニング娘。（2013、2016年）
- 浜崎あゆみ「MELODY」（2012年）
- Ray「楽園プロジェクト」（2012年）
- いきものがかり「KISS KISS BANG BANG 監督:大根仁」（2012年）
- メガマソ feat.IZAM「すみれSEPTEMBER LOVE」（2010年）
- 松本恵奈「only one」（2010年）
- JUJU「Trust In You」（2010年）
- 沢田研二withワイルドワンズ「渚でシャララ」　フジTV「SMAP×SMAP」（2010年）
- SCANDAL
  - PRIDE（2011年）
  - ハルカ（2011年）
  - LOVE SURVIVE（2011年）
  - スキャンダルなんかブッ飛ばせ（2010年）
  - 少女S 監督:品川裕（2009年）
  - KOSHITANTAN（2009年）
  - 夢見るツバサ 監督:品川裕（2009年）
- MINMI
  - アヴェマリア（2009年）
  - シャナナ（2008年）
- K「No Day But Today」（2008年）
- 松平健「星空のハネムーン」（2008年）
- LilB「オレンジ」（2008年）
- IKKO
  - ゴージャス（2010年）
  - どんだけ～の法則（2007年）
- 大沢伸一（モンドグロッソ）「Our Song feat.ULTRA BLAIN 出演:大石参月」（2007年）
- スピッツ「群青 監督:大宮エリー」（2007年）
- 湘南乃風
  - 炎天下（2012年）
  - 睡蓮花（2007年）
- ガゼット「REGRET」（2006年）
- globe「NEW DEAL」（2006年）
- 梨花「ＸＸＸMillions kisses」（2006年）
- 鮎瀬梢 /AYUSE KOZUE
  - eyes to eyes（2007年）
  - 君の優しさ（2006年）
- Rasmus Faber「ever after」（2006年）
- エイジアエンジニア
  - 世界で一番素敵な人（2011年）
  - 自由に歩いて愛して  振付withまっちゃ（2006年）
- JOYTOY/インリン・オブ・ジョイトイ「堕落のバーシニャ」（2005年）
- m-flo loves EMILY&YOSHIKA「Loop In My Heart」（2001年）
- m-flo
  - summer Time Love（2006年）
  - Loop In My Heart（2005年）
- Sugar「ひまわり」（2005年）
- 久保田利伸「Club Happiness」（2005年）
- 矢沢永吉「ONLY ONE」（2005年）
- JUDE「浅井健一」「BAD GIRL」（2005年）
- 押尾学/LIVE(2004)「FAKE STAR」
- bird「ハイビスカス」（2004年）
- eico「strelitzia」（2004年）
- 安良城紅/BENI「Harmony」（2004年）
- 鬼束ちひろ「Beautiful Fighter」（2003年）
- HYDE「HELLO」（2003年）
- YUKI
  - ふがいないや（2006年）
  - センチメンタルジャーニー（2002年）
- 相川七瀬「六本木 心中」（2002年）
- Air「LAST DANCE」（2002年）
- CHEMISTRY「FLOATION」（2002年）
- 平井堅
  - CANDY（2009年）
  - bye my melody（2006年）
  - Come Back（2002年）
  - Life is…（2002年）
  - I missin you～it will break my heart（2001年）
- 松任谷由実「7 TRUTHS 7 LIES〜ヴァージンロードの彼方で 松任谷正隆プロデュース」（2001年）
- Hitomi「サムライドライブ」（2001年）
- 熊谷幸子「Hi Hi High  松任谷正隆プロデュース」（1998年）
- カヒミカリィ「one Thousand 20th Century Chairs」（1998年）
- MONDY満ちる「You Make Me」（1998年）

### コンサート・ステージング・ライブ
2019年
- Vチューバー「すとぷり」（幕張メッセ）

2018年
- 乃木坂46「不眠症・失恋お掃除人」（幕張メッセ）
- 乃木坂46「ハイホー」（フジテレビFNS歌謡祭）
- 乃木坂46 CONCERT「ジコチューで行こう！」（神宮球場・秩父球場）

2016年
- 高橋真梨子 CONCERT 2016

2015年
- 高橋真梨子 CONCERT 2015

2014年
- 乃木坂46 孤独兄弟 京都LIVE
- 高橋真梨子 CONCERT TOUR’2014
- カニカピラ デビューLIVE IN 福岡

2013年
- 高橋真梨子 CONCERT 2013

2011年
- 高橋真梨子「SOIREE」全国TOUR
- メガマソ LIVE「すみれSEPTEMBER LOVE」（新宿BLASE・渋谷BOX）

2010年
- IKKO タワーレコード LIVE

2009年
- 藤井リナ LIVE IN 台湾

2008年
- 森山直太朗 CONCERT TOUR 2008「諸君」（渋谷C.C.Lemonホール）
- IKKO ディナーショー（横浜）

2007年
- 湘南乃風 COUNTDOWN CONCERT（大阪城ホール）

2006年
- a-nation 梨花 ×××(Millions Kisses)（東京 味の素スタジアム）

2005年
- m-flo TOUR 2005 BEAT SPACE NINE（日本武道館）
- インリン・オブ・ジョイトイ Zeep東京 LIVE（西麻布yellow）

2004年
- 弥生 デビューLIVE「SUNRISE 1/2」

2002年
- Hitomi「サムライドライブ」ゲリラLIVE with竹内あやこ（渋谷）

### ウォーキング指導
2016年
- スリムウォーク（ゲンキング）

2015年
- 東京ガールズコレクション
- パリコレ（宮城舞）
- Nifty Nifmo TVCM（沢尻エリカ）

2014年
- NHK Rの法則（山口達也）
- 東京ガールズコレクション
- スーツの青山
- K-1（K-1ガールズ）
- nifty TVCM（沢尻エリカ）

2013年
- CamCam（久住小春）
- 東京ガールズコレクション
- ミスTGC[1]
- ホリプロスカウトキャラバン2013

2012年
- いきものがかり（KISS KISS BANG BANG）
- 東京ガールズコレクション（横浜アリーナ）
- gu TVCM（前田敦子）
- 資生堂 GINZA 講演会（研修、ウォーキング＆所作指導）
- ホリプロスカウトキャラバン2012 ステージング＆ウォーキング指導
- CamCam（遠藤ひとみ）
- 東京ガールズコレクション沖縄

2011年
- 東京ガールズコレクション（名古屋ドーム・代々木体育館）
- ビダルサスーン CM ポージング&ウォーキング
- がんばろう日本（C.C.Lemonホール）外国人モデル
- 桂由美オーディション 外国人モデル

2010年
- 東京ガールズコレクション（横浜アリーナ・埼玉スーパーアリーナ）
- ロート製薬 Lip Collection
- CASIO「EXILM」 TVCM
- AOKI TVCM（草野仁・亀梨和也）
- modshair TVCM（エリーローズ・大石参月）ウォーキング&ポージング&振り付け
- LUMINE「LUMINE CHRISTMAS FOREST」（ファッションショー）3D映像 ポージング&ウォーキング

2009年
- 東京ガールズコレクション（代々木体育館）
- TBS ドラマ「こちら葛飾区亀有前派出所」（速水もこみち）
- 原宿スタイルコレクション（有明コロシアム）
- ホリプロスカウトキャラバン2009
- 2009 GLAMOROUS night
- コミュファ光 TVCM（香里奈）
- イオン TVCM（石川亜沙美）

2008年
- 東京ガールズコレクション（代々木体育館）
- 美容コスメMAC10周年コンベンション マナー講師&ウォーキング指導
- コーセー HAPPY BIRTHDAY CM（NEWS）

2007年
- HONDA クロス・ファクトリー プレミア発表会 ファッションショー（ニコライバーグマン・中川翔子）
- 東京ガールズコレクション（横浜アリーナ・埼玉スーパーアリーナ）
- ホリプロスカウトキャラバン2007 ウォーキングレッスン
- 渋谷ガールズコレクション
- カネボウ COFFRET D’OR CM（沢尻エリカ）
- 東京ケイコウショー

2006年
- 東京ガールズコレクション（蛯原友里・長谷川潤）
- 渋谷ガールズコレクション

2005年
- 講談社 ViVi GLAMOROUS ファッションショー演出/ポージング
- 東京ガールズコレクション

2004年
- 資生堂 化粧惑星CF（長谷川潤・香里奈・大田アリ）

### 舞台振付
2017年
- 「六本木アートナイト -東京道中-」監督:蜷川実花

2012年
- 「ヘドウィグ・アンド・アングリーインチ」所作指導&振付（森山未來、後藤まりこ）監督:大根仁

2008年
- 「GOD DOCTOR」 (片桐仁・石田ひかり・松村雄基・遠山景織子・山下真司・板尾創路) 大宮エリー 作・演出

### バックダンサー
2005年
- NHK紅白歌合戦 白組 m-flo feat.akiko wada

2000年
- 石井竜也「GOLDEN FISH&SILVER FOX」NHK ポップジャム（2000年3月20日）

1998年
- Monday満ちるLIVE（西麻布Yellow）

### 映画
2012年
- 「ヘルタースケルター」 錦ちゃん役  所作指導、友情出演。 監督：蜷川実花

### TV出演
2014年
- フジテレビ ドラマ「ファーストクラス」I AM REMIE〜敏腕編集者レミ絵の多忙な1日〜 - ウォーキング講師 役

2012年
- NHK 連続テレビ小説「カーネーション」- 定岡義彦 役
- NHK Eテレ「Rの法則」

2010年
- NHK「東京カワイイ★TV」（司会：沢村一樹・BENI・FUMIHITO）

2009年
- 日本テレビ「所さんの目がテン」

## 参考
1. ファイブルーススターオフィシャルサイト
2. AXE ICE BURST✕MAN WITH A MISSION 人気曲「Mash UP the DJ!」のオリジナルムービーを制作！6月5日（水）よりAXE公式サイトで公開！AXE ICE BURST✕MAN WITH A MISSION 人気曲「Mash UP the DJ!」のオリジナルムービーを制作！6月5日（水）よりAXE公式サイトで公開！ （ユニリーバ・ジャパン株式会社のプレスリリース(2013年6月5日)）
3. キヤノン：業務用デジタルビデオカメラ Vision X XF105導入事例：「メガマソ」
4. ソフラン アロマリッチ モテモーションムービー（ライオン株式会社「ソフラン アロマリッチ」）
5. I LOVE mama × エイジアエンジニア ダンスコンテスト振付